# Гура-Бербулецулуй
Гура-Бербулецулуй (рум. Gura Bărbulețului) — село у повіті Димбовіца в Румунії. Адміністративний центр комуни Бербулецу.
Село розташоване на відстані 98 км на північний захід від Бухареста, 25 км на північний захід від Тирговіште, 147 км на північний схід від Крайови, 64 км на південь від Брашова.

## Населення
За даними перепису населення 2002 року у селі проживали 599 осіб, усі — румуни. Усі жителі села рідною мовою назвали румунську.